# 尾崎清太郎
尾崎 清太郎（おざき せいたろう、1924年〈大正13年〉3月8日 - 1998年〈平成10年〉2月9日）は、日本の政治家。東京都東大和市長（5期）。

## 来歴
東京府北多摩郡大和村(大和町を経て、現在の東京都東大和市)で生まれる。東京府立府中農蚕学校（現・東京都立農業高等学校）卒。大和町議会議員となり、市制施行で東大和市議会議員となる。同市議会議長を務めた。このほか大和農業協同組合理事、東大和市体育協会副会長などを歴任する。1971年〈昭和46年〉の市長選挙に立候補し、初当選。市長を5期務めた。1991年〈平成3年〉に退任。1998年〈平成10年〉死去。